# Campolattaro
Campolattaro est une commune italienne de la province de Bénévent, dans la région Campanie.

## Administration
| Période                                  | Période | Identité | Étiquette | Qualité |
| ---------------------------------------- | ------- | -------- | --------- | ------- |
|                                          |         |          |           |         |
| Les données manquantes sont à compléter. |         |          |           |         |

### Hameaux
Iadanza

### Communes limitrophes
Casalduni, Circello, Fragneto l'Abate, Fragneto Monforte, Morcone, Pontelandolfo